# Раймисто
Раймисто (укр. Раймісто) — село в Доросиневской сельской общине Луцкого района Волынской области Украине.
До 2020 года входило в Рожищенский район.
Код КОАТУУ — 0724584505. Население по переписи 2001 года составляет 235 человек. Почтовый индекс — 45122. Телефонный код — 3368. Занимает площадь 0,048 км².